# Deslizamiento de tierra en Shenzhen de 2015
El 20 de diciembre de 2015 ocurrió un deslizamiento de tierra en Shenzhen, una pila de residuos y escombros de una construcción, apilados contra una colina, descendió en una avalancha de lodo a las 11:40 a. m., provocando la destrucción de 33 edificios y cubriendo un área de más de diez hectáreas con barro en el Nuevo Distrito Guangming en Shenzhen, provincia de Guangdong, China.
Según los informes, el deslizamiento de tierra rompió una cercana sección del gasoducto Oeste-Este y desencadenado una explosión que se oyó a 4 km de distancia. Según The New York Times, PetroChina declaró que esto era falso, aunque Reuters posteriormente informó que PetroChina anunció su plan para poner un gasoducto temporal para reemplazar el dañado.
Según el Ministerio de Tierra y Recursos, el deslizamiento de tierra se produjo después de que una montaña de residuos de tierra y objetos de la construcción con una altura equivalente a 20 pisos se derrumbara.
Más de 3000 personas están involucradas en la búsqueda de personas atrapadas bajo el lodo; siete personas ya han sido rescatadas, mientras que más de 80 siguen desaparecidas. Aproximadamente 900 personas han sido evacuadas de la zona.

## Desarrollo

### Antecedentes
Se informó que el material de desecho, generado a partir de los trabajos de construcción en otros lugares, se había acumulado en una antigua cantera en el último par de años. La colina natural adyacente no se deslizó, según un informe geológico emitido por el Ministerio de Tierras y Recursos el 21 de diciembre.

### Respuesta
Las autoridades chinas tenían a más de 2906 personas miembros del personal de rescate, que incluye alrededor de 800 personas de las fuerzas de defensa, realizando excavaciones en la suciedad y los escombros en el parque industrial Hengtaiyu.
Más de 1.500 equipos de rescate de emergencia están involucrados en la búsqueda de personas atrapadas bajo el lodo; hasta el 21 de diciembre, siete personas habían sido rescatadas y hasta el 25 de diciembre 75 personas seguían desaparecidas y solo 2 de los 17 heridos hospitalizados habían sido dados de alta. Aproximadamente 900 personas han sido evacuadas de la zona y algunos evacuados fueron alojados en un centro deportivo cercano.

## Reacciones
El Secretario General de las Naciones Unidas, Ban Ki-moon, expresó sus condolencias a las familias de las víctimas de los deslizamientos de tierra. Ma Xingrui, junto con otros funcionarios de la ciudad, emitió una disculpa pública a los ciudadanos de Shenzhen, el 25 de diciembre.
El 27 de diciembre, fue encontrado muerto el funcionario que aprobó la construcción del vertedero de residuos que provocó el deslizamiento de tierra, identificado como el exdirector de la Oficina de Gestión Urbana del Nuevo Distrito Guangming de Shenzhen, Xu Yuanan (徐远安), en un aparentemente suicidio, al lanzarse desde un edificio en el distrito de Nanshan.

## Luto
El 26 de diciembre, los funcionarios y rescatistas realizaron una ceremonia de luto por los que fallecieron en el derrumbe. La ceremonia se llevó a cabo siete días después del derrumbe, de acuerdo con la tradición china. Los dolientes dispersaron flores blancas en los escombros.